# Uníssono

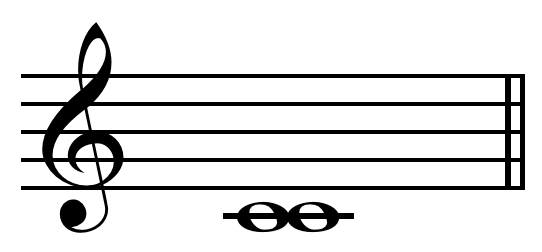
Uníssono perfeito

Em música, um uníssono é um intervalo na razão de 1:1 ou 0. Dois tons em uníssono são considerados da mesma altura mas ainda podem ser percebidos como se originando de fontes diferentes. O uníssono é considerado o intervalo mais consonante enquanto que o quase uníssono é considerado o intervalo mais dissonante. O unísono também é o intervalo mais fácil de ser afinado.
Abrevia-se o uníssono como P1.
Um par de tons em uníssono pode ter diferentes "cores" (timbres), isto é, vir de diferentes instrumento ou vozes humanas. Vozes com cores diferentes, como ondas sonoras, têm diferentes formas de onda. Estas formas de ondas têm as mesmas frequências fundamentais diferindo apenas quanto às amplitudes de seus maiores harmônicos.
Os padrões de Ritmo que são homorritmo ic também são chamados de uníssono.

## "Em uníssono"
Quando várias pessoas cantam juntas, como num coral, a maneira mais simples do grupo cantar é numa única "voz", em uníssono. Se há um instrumento acompanhando, então o instrumento deve tocar as mesmas notas que estão sendo cantadas para que haja o uníssono, de outro modo, o instrumento será considerado uma "voz" distinta e não haverá o uníssono. Quando não há instrumento acompanhante, o canto é dito a cappella. A música que é cantada em uníssono é chamada de monofônica.
Este sentido dá margem a um outro uso metafórico da palavra: se é dito que várias pessoas fazem algo "em uníssono", isto quer dizer que elas o fazem ao mesmo tempo, simultaneamente. Termos relacionados são "univocamente" e "unanimemente".
A monofonia também inclui mais de uma voz que não canta em uníssono, mas em alturas paralelas, sempre mantendo o mesmo intervalo de uma oitava. Notas cantadas em conjunto, separadas por uma ou mais oitavas estão quase em uníssono devido à equivalência do intervalo.
"Canto em partes" é quando duas ou mais vozes cantam notas diferentes. Se as notas são cantadas em alturas diferentes mas com o mesmo ritmo, chama-se homofonia. Um exemplo pode ser encontrado na modalidade canto em grupo chamada de quarteto barbershop ou um coro cantando um hino. Chama-se polifonia quando cada voz canta uma linha independente, quer seja a mesma melodia, num tempo diferente, ou melodias diferentes.

## Sintetizador
Nos sintetizadores, o termo uníssono é usado para descrever dois ou mais osciladores que estão afinados em tons ligeiramente diferentes e que encorpam o som. Esta técnica se tornou tão popular, que alguns sintetizadores de modelagem analógica, modernos, possuem um tipo especial de oscilador chamado super saw ou hiper saw que geram diversas ondas fora de afinação ao mesmo tempo. Esta técnica é muito usada nas músicas techno e trance.